# Matthiola alyssifolia
Matthiola alyssifolia là một loài thực vật có hoa trong họ Cải. Loài này được Bornm. mô tả khoa học đầu tiên.